# Списак конвенција Међународне организације рада
Списак конвенција којe су усвојене на Међународној конференцији рада организоване од стране Међународне организације рада. Листа међународних конвенција броји 190 закона којима је циљ побољшати стандарде рада људи широм света.

## Конвенције[1]
- Ц001 - Конвенција (бр.1): Конвенција о радном времену (индустрија) из 1919.године
- Ц002 - Конвенција (бр.2): Конвенција о незапослености из 1919. године
- Ц003 - Конвенција (бр.3): Конвенција о заштити материнства из 1919. године
- Ц004 - Конвенција (бр.4): Конвенција о ноћном раду (за жене) из 1919. године
- Ц005 - Конвенција (бр.5): Конвенција о минималном добу (индустрија) из 1919. године
- Ц006 - Конвенција (бр.6): Конвенција о ноћном раду младих (индустрија) из 1919. године
- Ц007 - Конвенција (бр.7): Конвенција о минималном добу (поморски рад), 1920. године
- Ц008 - Конвенција (бр.8): Конвенција о накнади за незапослене (бродолом), 1920. године
- Ц009 - Конвенција (бр.9): Конвенција о постављању морнарске конвенције, 1920 године
- Ц010 - Конвенција (бр.10): Конвенција о минималном добу (пољопривреда), 1921 године
- Ц011 - Конвенција (бр.11): Конвенција о праву на удруживање (пољопривреда) из 1921. године
- Ц012 - Конвенција (бр.12): Конвенција о накнади радника (пољопривреда) из 1921. године
- Ц013 - Конвенција (бр.13): Конвенција о белом олову (сликарство) из 1921. године
- Ц014 - Конвенција (бр.14): Конвенција о недељним одморима (индустрија) из 1921. године
- Ц015 - Конвенција (бр.15): Конвенција о минималном добу (саперси и возачи) из 1921. године
- Ц016 - Конвенција (бр.16): Конвенција о медицинском прегледу младих из 1921. године
- Ц017 - Конвенција (бр.17): Конвенција о обештећењу радника из 1925. године године
- Ц018 - Конвенција (бр.18): Конвенција о професионалним болестима из 1925. године
- Ц019 - Конвенција (бр.19): Конвенција о једнаком поступању (накнада несрећа) из 1925. године
- Ц020 - Конвенција (бр.20): Конвенција о ноћном раду (пекара) из 1925.године
- Ц021 - Конвенција (бр.21): Конвенција о инспекцији исељеника из 1926. године
- Ц022 - Конвенција (бр.22): Конвенција о члановима Споразума о морнарима из 1926.године
- Ц023 - Конвенција (бр.23): Конвенција о враћању морнара из 1926. године
- Ц024 - Конвенција (бр.24): Конвенција о здравственом осигурању (индустрија) из 1927. године
- Ц025 - Конвенција (бр.25): Конвенција о здравственом осигурању (пољопривреда) из 1927. године
- Ц026 - Конвенција (бр.26): Конвенција о методама утврђивања минималне зараде из 1928. године године
- Ц027 - Конвенција (бр.27): Конвенција о обележавању тежине (пакети које превозе пловила) из 1929.године
- Ц028 - Конвенција (бр.28): Конвенција о заштити од докера од несреће из 1929. године
- Ц029 - Конвенција (бр.29): Конвенција о присилном раду из 1930. године
- Ц030 - Конвенција (бр.30): Конвенција о радном времену (трговина и канцеларије), 1930. године
- Ц031 - Конвенција (бр.31): Конвенција (бр.15):Конвенција о радним сатима (Рудници угља) из 1931.године
- Ц032 - Конвенција (бр.32): Конвенција о заштити од доктора несреће (ревидирана), 1932. године
- Ц033 - Конвенција (бр.33): Конвенција о минималном добу (неиндустријска занимања) из 1932. године
- Ц034 - Конвенција (бр.34): Конвенција о наплатама накнада за запошљавање из 1933. године
- Ц035 - Конвенција (бр.35): Конвенција о осигурању старосне доби (индустрија итд.) Из 1933. године
- Ц036 - Конвенција (бр.36): Конвенција за старосно осигурање (пољопривреда) из 1933. године
- Ц037 - Конвенција (бр.37): Конвенција о инвалидском осигурању (индустрија итд.) Из 1933. године
- Ц038 - Конвенција (бр.38): Конвенција о инвалидском осигурању (пољопривреда) из 1933. године
- Ц039 - Конвенција (бр.39): Конвенција о осигурању смрти (индустрија итд.) из 1933. године
- Ц040 - Конвенција (бр.40): Конвенција о осигурању од смрти (пољопривреда) из 1933. године
- Ц041 - Конвенција (бр.41): Конвенција о ноћном раду (за жене), 1941. (ревизирана), 1934 године
- Ц042 - Конвенција (бр.42): Конвенција о професионалним болестима из 1934. године
- Ц043 - Конвенција (бр.43): Конвенција (бр.15):Конвенција о стакларама из 1934. године
- Ц044 - Конвенција (бр.44): Конвенција о незапослености из 1934. године
- Ц045 - Конвенција (бр.45): Конвенција (бр.15):Конвенција о подземном раду (жене) из 1935. године
- Ц046 - Конвенција (бр.46): Конвенција о радним сатима (Рудници угља) из 1935. године
- Ц047 - Конвенција (бр.47): Четрдесетчасовна конвенција из 1935. године
- Ц048 - Конвенција (бр.48): Конвенција о пензијским правима миграната, 1935 године
- Ц049 - Конвенција (бр.49): Конвенција о смањењу радног времена (чаша за флаше) из 1935. године
- Ц050 - Конвенција (бр.50): Конвенција о запошљавању аутохтоних радника из 1936. године
- Ц051 - Конвенција (бр.51): Конвенција о скраћењу радног времена (јавних радова) из 1936. године
- Ц052 - Конвенција (бр.52): Празници са конвенцијом о плати, 1936. године
- Ц053 - Конвенција (бр.53): Конвенција о потврди надлежности официра из 1936. године
- Ц054 - Конвенција (бр.54): Конвенција о плаћеним одморима за поморце из 1936. године
- Ц055 - Конвенција (бр.55): Конвенција о одговорности власника бродова (болест или несрећа) из 1936. године
- Ц056 - Конвенција (бр.56): Конвенција о здравственом осигурању помораца из 1936. године
- Ц057 - Конвенција (бр.57): Радни сати на Конвенцији о одбору и особљем из 1936. године
- Ц058 - Конвенција (бр.58): Конвенција о минималном добу (поморски рад) из 1936. године
- Ц059 - Конвенција (бр.59): Конвенција о минималном добу (индустрија), ревидирана 1937. године
- Ц060 - Конвенција (бр.60): Конвенција о минималном добу (неиндустријска занимања) из 1937. године
- Ц061 - Конвенција (бр.61): Конвенција о смањењу радног времена (текстил) из 1937. године
- Ц062 - Конвенција (бр.62): Конвенција о безбедносним захтевима (зграда) из 1937. године
- Ц063 - Конвенција (бр.63): Конвенција о статистици (платама и сатима рада) из 1938. године
- Ц064 - Конвенција (бр.64): Конвенција о уговору о раду (аутохтони радници) из 1939. године
- Ц065 - Конвенција (бр.65): Конвенција о кривичним санкцијама (аутохтоних радника) из 1939.године
- Ц066 - Конвенција (бр.66): Конвенција о радницима мигрантима из 1939. године
- Ц067 - Конвенција (бр.67): Конвенција о радном времену и одмору (друмски превоз) из 1939. године
- Ц068 - Конвенција (бр.67): Конвенција о храни и угоститељству (посада бродова) из 1946. године
- Ц069 - Конвенција (бр.69): Диплома бродског кухара, Конвенција из 1946. године
- Ц070 - Конвенција (бр.70): Конвенција из 1946. о социјалној сигурности (поморци)
- Ц071 - Конвенција (бр.71): Конвенција о пензијама помораца из 1946. године
- Ц072 - Конвенција (бр.72): Конвенција о плаћеним одморима за поморце из 1946. године
- Ц073 - Конвенција (бр.73): Конвенција о медицинском прегледу за поморце из 1946. године
- Ц074 - Конвенција (бр.74): Конвенција о квалификованим поморацима из 1946. године
- Ц075 - Конвенција (бр.75): Конвенција о посади посаде из 1946. године
- Ц076 - Конвенција (бр.76): Плате, сати рада на броду и Конвенција о саставу, 1946. године
- Ц077 - Конвенција (бр.77): Конвенција о медицинском прегледу младих (индустрија) из 1946. године
- Ц078 - Конвенција (бр.78): Конвенција о медицинском прегледу младих (неиндустријска занимања) из 1946. године
- Ц079 - Конвенција (бр.79): Конвенција о ноћном раду младих (неиндустријска занимања) из 1946. године
- Ц080 - Конвенција (бр.80): Конвенција о ревизији завршних чланака из 1946. године
- Ц081 - Конвенција (бр.81): Конвенција о инспекцији рада из 1947. године
- Ц082 - Конвенција (бр.82): Конвенција из социјалне политике (не-метрополитанска територија) из 1947. године
- Ц083 - Конвенција (бр.83): Конвенција о стандардима рада (не метрополитанска територија) из 1947. године
- Ц084 - Конвенција (бр.84): Конвенција о праву на удруживање (не метрополитанска подручја) из 1947. године
- Ц085 - Конвенција (бр.85): Конвенција о инспекцији рада (не метрополитанска територија) из 1947. године
- Ц086 - Конвенција (бр.86): Конвенција о уговору о раду (аутохтони радници) из 1947. године
- Ц087 - Конвенција (бр.87): Конвенција о слободи удруживања и заштите права на организацију из 1948. године
- Ц088 - Конвенција (бр.88): Конвенција о служби у области запошљавања из 1948. године
- Ц089 - Конвенција (бр.89): Конвенција (бр.80):Конвенција о ноћном раду (за жене) (ревидирана), 1948. године
- Ц090 - Конвенција (бр.90): Конвенција о ноћном раду младих (индустрија) (ревидирана), 1948. године
- Ц091 - Конвенција (бр.91): Конвенција о плаћеним празницима помораца (ревидирана), 1949. године
- Ц092 - Конвенција (бр.92): Конвенција о посадама посада (ревидирана), 1949. године
- Ц093 - Конвенција (бр.93): Плате, сати рада на броду и Конвенција о попуни (ревидирана) из 1949. године
- Ц094 - Конвенција (бр.94): Конвенција о радним клаузулама (јавни уговори) из 1949. године
- Ц095 - Конвенција (бр.95): Конвенција о заштити плата из 1949. године
- Ц096 - Конвенција (бр.96): Конвенција о наплатама накнада за запошљавање (ревидирана) из 1949. године
- Ц097 - Конвенција (бр.97): Конвенција о радницима мигрантима (ревидирана), 1949. године
- Ц098 - Конвенција (бр.98): Конвенција о праву на организовање и колективно преговарање из 1949. године
- Ц099 - Конвенција (бр.99): Конвенција из 1951. године о средствима за фиксирање минималних плата (пољопривреда)
- Ц100 - Конвенција (бр.100): Конвенција о једнаком награђивању из 1951. године
- Ц101 - Конвенција (бр.101): Конвенција о годишњим одморима (пољопривреда) из 1952. године
- Ц102 - Конвенција (бр.102): Конвенција из 1952. године о социјалној сигурности (минимални стандарди)
- Ц103 - Конвенција (бр.103): Конвенција о заштити материнства (ревидирана), 1952. године
- Ц104 - Конвенција (бр.104): Конвенција о укидању кривичних санкција (аутохтоних радника) из 1955. године
- Ц105 - Конвенција (бр.105): Конвенција о укидању присилног рада из 1957. године
- Ц106 - Конвенција (бр.106): Конвенција о седмичним одморима (трговина и канцеларије) из 1957. године
- Ц107 - Конвенција (бр.107): Конвенција о абориџинском и племенском становништву из 1957. године
- Ц108 - Конвенција (бр.108): Конвенција о личним документима помораца из 1958. године
- Ц109 - Конвенција (бр.109): Плате, сати рада на броду и Конвенција о саставу (ревидирана) 1958. године
- Ц110 - Конвенција (бр.110): Конвенција о насадима из 1958. године
- Ц111 - Конвенција (бр.111): Конвенција о дискриминацији (запошљавање и занимање) из 1958. године
- Ц112 - Конвенција (бр.112): Конвенција о минималном добу (рибари) из 1959. године
- Ц113 - Конвенција (бр.113): Конвенција о медицинском прегледу (рибари) из 1959. године
- Ц114 - Конвенција (бр.114): Конвенција о члановима споразума о риболовцима из 1959. године
- Ц115 - Конвенција (бр.115): Конвенција о заштити од зрачења из 1960. године
- Ц116 - Конвенција (бр.116): Конвенција о ревизији завршних чланака из 1961. године
- Ц117 - Конвенција (бр.117): Конвенција из социјалне политике (основни циљеви и стандарди) из 1962. године
- Ц118 - Конвенција (бр.118): Конвенција о равноправности (социјално осигурање) из 1962. године
- Ц119 - Конвенција (бр.119): Конвенција о заштити машина из 1963. године
- Ц120 - Конвенција (бр.120): Конвенција о хигијени (трговина и канцеларије) из 1964. године
- Ц121 - Конвенција (бр.121): Конвенција о накнадама од незгоде и професионалне болести из 1964. године
- Ц122 - Конвенција (бр.122): Конвенција о политици запошљавања из 1964. године
- Ц123 - Конвенција (бр.123): Конвенција о минималном добу (подземни рад) из 1965. године
- Ц124 - Конвенција (бр.124): Конвенција о медицинском прегледу младих (подземни рад) из 1965. године
- Ц125 - Конвенција (бр.125): Конвенција о уверењу рибарских компетенција из 1966. године
- Ц126 - Конвенција (бр.126): Конвенција (бр.120):Смештај на броду Конвенција за риболов из 1966. године
- Ц127 - Конвенција (бр.127): Конвенција о максималној тежини, 1967.године
- Ц128 - Конвенција (бр.128): Конвенција о накнадама за инвалидитет, старосну доб и преживела лица из 1967. године
- Ц129 - Конвенција (бр.129): Конвенција о инспекцији рада (пољопривреда) из 1969. године
- Ц130 - Конвенција (бр.130): Конвенција о здравственој њези и накнадама за случај болести из 1969. године
- Ц131 - Конвенција (бр.131): Конвенција о утврђивању минималне плате из 1970. године
- Ц132 - Конвенција (бр.132): Празници са конвенцијом о плаћању (ревидирана) из 1970. године
- Ц133 - Конвенција (бр.133): Конвенција о смештају посада (Додатне одредбе) из 1970. године
- Ц134 - Конвенција (бр.134): Конвенција о спречавању несрећа (поморци) из 1970. године
- Ц135 - Конвенција (бр.135): Конвенција о представницима радника из 1971. године
- Ц136 - Конвенција (бр.136): Бензенска конвенција из 1971. године
- Ц137 - Конвенција (бр.137): Конвенција о раду у пристаништу из 1973. године
- Ц138 - Конвенција (бр.138): Конвенција о минималном добу из 1973. године године
- Ц139 - Конвенција (бр.139): Конвенција о професионалном канцеру из 1974. године
- Ц140 - Конвенција (бр.140): Конвенција о плаћеном допусту за образовање из 1974. године
- Ц141 - Конвенција (бр.141): Конвенција (бр.130):Конвенција о раду руралних организација из 1975.године
- Ц142 - Конвенција (бр.142): Конвенција о развоју људских ресурса из 1975. (бр. 142)
- Ц143 - Конвенција (бр.143): Конвенција о радницима мигрантима (додатне одредбе) из 1975. године
- Ц144 - Конвенција (бр.144): Конвенција о тространој консултацији (Међународни стандарди рада) из 1976. године
- Ц145 - Конвенција (бр.145): Конвенција о континуитету запошљавања (поморци) из 1976. године
- Ц146 - Конвенција (бр.146): Конвенција (бр.130):Конвенција о годишњем одсуству са плаћама (поморци) из 1976. године
- Ц147 - Конвенција (бр.147): Конвенција о минималним стандардима за трговину, 1976
- Ц148 - Конвенција (бр.148): Конвенција о радном месту (загађење ваздуха, буке и вибрације) из 1977. године
- Ц149 - Конвенција (бр.149): Конвенција о особљу за негу лица из 1977. године године
- Ц150 - Конвенција (бр.150): Конвенција о раду рада из 1978. године
- Ц151 - Конвенција (бр.151): Конвенција о радним односима са јавним службама из 1978. године
- Ц152 - Конвенција (бр.142): Конвенција о безбедности и здрављу на раду у пристаништу, 1979.године
- Ц153 - Конвенција (бр.153): Конвенција (бр.130):Конвенција о радном времену и одморима (друмски превоз), 1979. године
- Ц154 - Конвенција (бр.154): Конвенција о колективном преговарању, 1981. године
- Ц155 - Конвенција (бр.155): Конвенција о заштити на раду из 1981. године
- Ц156 - Конвенција (бр.156): Конвенција радника са породичном одговорношћу из 1981. године
- Ц157 - Конвенција (бр.157): Конвенција о заштити права из социјалног осигурања из 1982. године
- Ц158 - Конвенција (бр.158): Конвенција о престанку радног односа, 1982.године
- Ц159 - Конвенција (бр.159): Конвенција о професионалној рехабилитацији и запошљавању из 1983. године
- Ц160 - Конвенција (бр.160): Конвенција о статистици рада, 1985.године
- Ц161 - Конвенција (бр.161): Конвенција о здравственој заштити на раду, 1985. године
- Ц162 - Конвенција (бр.162): Азбестна конвенција, 1986. године
- Ц163 - Конвенција (бр.163): Конвенција о добробити помораца из 1987.године
- Ц164 - Конвенција (бр.164): Конвенција о здравственој заштити и здравственој заштити (поморци) из 1987. године
- Ц165 - Конвенција (бр.165): Конвенција (бр.130):Конвенција о социјалној сигурности (поморци) (ревидирана), 1987. године
- Ц166 - Конвенција (бр.166): Конвенција о враћању морнара (ревидирана), 1987. (бр. 166)
- Ц167 - Конвенција (бр.167): Конвенција о безбедности и здрављу у грађевинарству из 1988. године
- Ц168 - Конвенција (бр.168): Конвенција (бр.130):Конвенција о подстицању запошљавања и заштити од незапослености из 1988. године
- Ц169 - Конвенција (бр.169): Конвенција домородачких и племенских народа из 1989. године
- Ц170 - Конвенција (бр.170): Конвенција о хемикалијама из 1990. године
- Ц171 - Конвенција (бр.171): Конвенција о ноћном раду из 1990. године
- Ц172 - Конвенција (бр.172): Конвенција о условима рада (хотели и ресторани), 1991. године
- Ц173 - Конвенција (бр.170): Конвенција о заштити потраживања радника (неспособност послодаваца), 1992. године
- Ц174 - Конвенција (бр.174): Конвенција о спречавању великих индустријских несрећа, 1993. године
- Ц175 - Конвенција (бр.175): Конвенција о раду са скраћеним радним временом, 1994. године
- Ц176 - Конвенција (бр.176): Конвенција о сигурности и здрављу у минама, 1995. године
- Ц177 - Конвенција (бр.177): Конвенција о кућном раду из 1996. године
- Ц178 - Конвенција (бр.178): Конвенција о инспекцији рада (поморци), 1996.године
- Ц179 - Конвенција (бр.179): Конвенција о регрутовању и запошљавању помораца из 1996. године
- Ц180 - Конвенција (бр.180): Радни сати помораца и Конвенција о попуни бродова, 1996. године
- Ц181 - Конвенција (бр.181): Конвенција о приватним агенцијама за запошљавање из 1997. године
- Ц182 - Конвенција (бр.182): Конвенција о најгорим облицима дечијег рада, 1999. године
- Ц183 - Конвенција (бр.183): Конвенција о заштити материнства из 2000. године
- Ц184 - Конвенција (бр.184): Конвенција о сигурности и здрављу у пољопривреди из 2001. године
- Ц185 - Конвенција (бр.185): Конвенција о личним документима помораца (ревидирана), 2003. године
- МЛЦ - Конвенција (бр.186): Конвенција о поморском раду, 2006. године
- Ц187 - Конвенција (бр.187): Промотивни оквир за заштиту здравља и здравља на раду, 2006. године
- Ц188 - Конвенција (бр.188): Конвенција о раду у риболову, 2007. године
- Ц189 - Конвенција (бр.189): Конвенција о домаћим радницима, 2011. године

## Протоколи[1]
- стр. 081: Протокол из 1995. године о инспекцији рада из 1947
- стр. 089: Протокол из 1990. године о ноћном раду (жене) (ревидиран) из 1948. године
- стр. 110: Протокол из 1982. године о насадима, 1958
- стр. 147: Протокол из 1996. године о минималним стандардима трговинског бродарства из 1976. године
- стр. 155: Протокол из 2002. године о заштити на раду из 1981. године